# Batrisodes schaefferi
Batrisodes schaefferi är en skalbaggsart som beskrevs av Park 1947. Batrisodes schaefferi ingår i släktet Batrisodes och familjen kortvingar. Inga underarter finns listade i Catalogue of Life.